# حبل تقييد الطفل

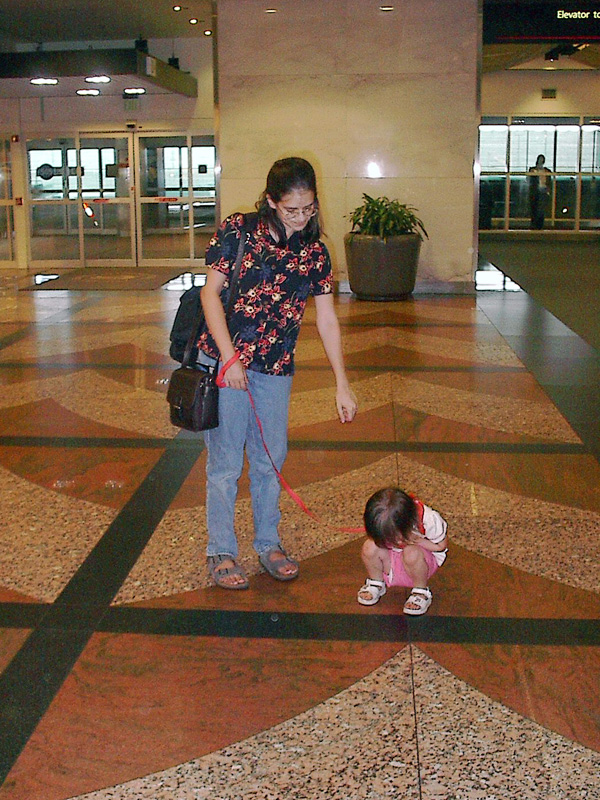
أم تستخدم حبل تقييد الطفل مع طفلها

حبل تقييد الطفل (والذي يطلق عليه بشكل بديل اسم: حبل ربط الطفل أو مقود الطفل) هو قيد أمان يستخدم أثناء السير مع الأطفال. ويستخدم الجهاز في الغالب مع الأطفال حديثي الوعي والأطفال من عمر ما قبل المدرسة، وهو يتكون في الغالب من جهاز للكتف مع حبل مربوط في الخلف، سواء بشكل مباشر أو من خلال خطاف.
وعند استخدام الجهاز، يرتدي الطفل الحبل ويمسك الوالد أو الوصي على الطفل طرف الحبل أو يربطه في وسطه. ويسمح ذلك للطفل بحرية الحركة النسبية مقارنة بإجلاسه في عربة الأطفال التي يحملها شخص كبير (سواء مع أو بدون حامل الطفل، أو تُحمل باليد. وفي نفس الوقت، يمنع حبل تقييد الطفل انفصال الطفل عن الشخص البالغ عن طريق هروب الطفل في المناطق المزدحمة أو الخطيرة.
هناك اختلاف في الآراء حول استخدام حبل الأطفال. فأولئك المؤيدون للأمر يدعون إلى امتيازات السلامة المحسنة والحرية المتزايدة للحركة مقارنة بإمساك الطفل من يديه أو حبسه في عربات الأطفال. وأولئك الذين يعارضون استخدام هذه الطريقة يفضلون تقييد الطفل من خلال إمساكه من يده، أو عدم جعل الطفل يبدو مثل الحيوان، أو حبسه في عربة الأطفال أو عدم السماح للأطفال الذين يتصرفون بشكل سيئ أو يهيمون على أوجههم بعيدًا مغادرة المنزل من الأساس.